# Sirwan
Nāḩiyat Sīrwān (arabiska: ناحية سيروان, kurdiska: Sîrwan) är ett underdistrikt i Irak.   Det ligger i provinsen Sulaymaniyya, i den nordöstra delen av landet, 250 km nordost om huvudstaden Bagdad.